# Al Bundy
Al Bundy – główna postać serialu komediowego Married... with Children (w Polsce znanego pod tytułem Świat według Bundych), grana przez Eda O’Neilla.

## Opis postaci
Al Bundy jest czterdziestoletnim mieszkańcem Chicago. Jego żoną jest Peggy (Katey Sagal), która spędza czas przesiadując na kanapie, jedząc słodycze i oglądając telewizję. Ma dwójkę dzieci: starszą córkę Kelly (Christina Applegate) i młodszego syna Buda (David Faustino). W siódmym sezonie Al i Peggy przygarniają krewnego Peg, „Seven” Wankera (Christopher Shane Sweet). Postać ta jednak znikła z ekranu w wyniku złego odbioru przez widzów. Jego sąsiadami jest małżeństwo, Marcy i Steven Rhoeades (Amanda Bearse i David Garrison). Al jest w stałym konflikcie z Marcy i nieustannie porównuje ją do kurczaka. Po tym jak Marcy rozwiodła się ze Stevenem, wyszła za mąż za Jeffersona D’Arcy’ego (Ted McGinley).
Choć jest skonfliktowany z krewnymi i wyobraża sobie, jak pozbywa się członków swojej rodziny, często ulega ich prośbom. Prezentowany jest jako narcyz, skupiający się wyłącznie na zaspokojeniu własnych potrzeb. Pomimo narzekania na małżeństwo podkreśla, że związek jest święty i wieczny. Żyje na granicy ubóstwa, nie uznaje obowiązujący praw, norm obyczajowych i społecznych. Pracuje jako sprzedawca butów. Często chwali się tym, że zdobył cztery przyłożenia w jednym meczu, przez co jego drużyna Polk High zdobyła Puchar Miasto Chicago. Podkreśla, że gdyby nie żona i dzieci byłby bogatą gwiazdą sport. Jego ulubionym serialem jest Psycho Dad (pol. Tata Psychopata). Prowadzi seksistowską organizację NO MA’AM (National Organization of Men Against Amazonian Masterhood, pol. Antybaby).
Nieszczególnie śledzi wydarzenia polityczne, unika płacenia podatków. Interesuje się nim dopiero wtedy, gdy jakaś konkretna decyzja polityczna ma wpływ na jego życie (np. protestuje, gdy planowane jest opodatkowanie piwa, przeciwko zdjęciu z anteny serialu Psycho Dad lub domagając się załatania dziury drogowej obok jego podjazdu do garażu).

## Odbiór
Serial Świat według Bundych stał się jednym z najpopularniejszych seriali telewizyjnych w Stanach Zjednoczonych, a postać Ala stała się jednym z największych antybohaterów telewizyjnych m.in. w Stanach Zjednoczonych i krajach niemieckojęzycznych. W przeciwieństwie do ojców pokazywanych w innych serialach, Al jest prezentowany jako postać nieinteresująca się rodziną, marzącym o tym, by pozostawić go w spokoju.

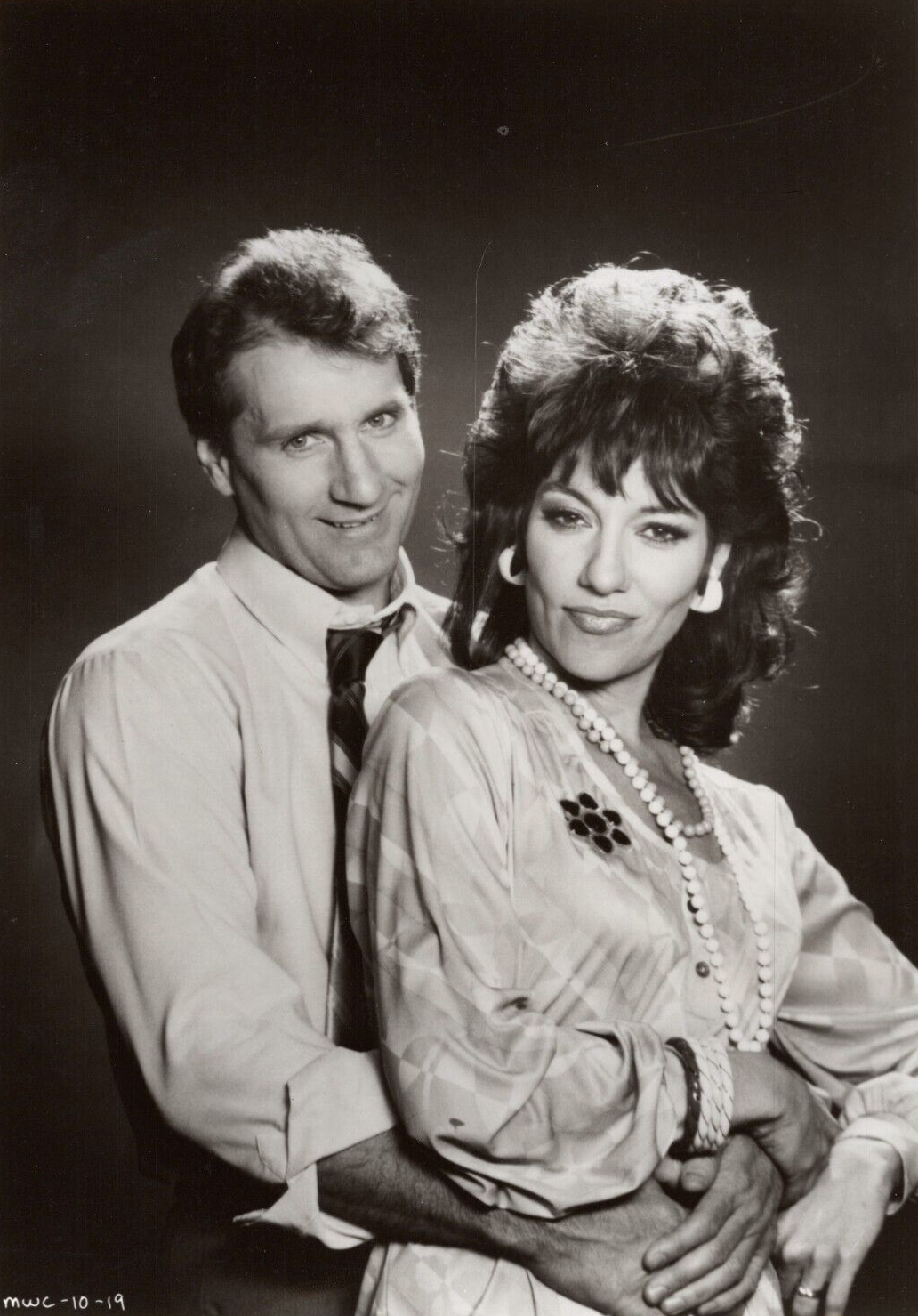
Al Bundy i Peggy Bundy

W niektórych odcinkach jego postać jest wykorzystywana do otwartej krytyki społecznej. W odcinku Un-Alful Entry Al staje się bohaterem po pobiciu włamywacza. Następnie zostaje przez niego pozwany za uszkodzenie mu ciała. Podczas procesu Al uderza włamywacza i rani własną rękę, co wykorzystuje następnie pozywając sobowtóra z tego samego powodu, dla którego pozwał Ala. Historia ta stanowi kpinę z patologii występujących w amerykańskim sądownictwie. Kpiną z ignorancji politycznej Amerykanów był odcinek The Chicago Wine Party, w którym to Al protestuje przeciwko opodatkowaniu piwa (pokazywanego jako alkohol „ludzi pracy”), przy jednoczesnym zwolnieniu z podatku wina, prezentowanego jako napój „elity”. Nie mogąc zaakceptować sytuacji wzbudza zamieszki i wymusza na radzie miejskiej anulowanie decyzji. W tym samym odcinku Al jest pokazywany jako ignorant nieznający nazwiska nowo wybranego prezydenta, interesującego się polityką tylko wtedy, gdy bezpośrednio go dotyczy. W odcinku The D’Arcy Files Al i Jefferson D’Arcy ścierają się w zawodach, który z nich zna większą liczę prezydentów Stanów Zjednoczonych. Al okazuje się ignorantem znającym wyłącznie Dwighta Einsenhowera, podczas gdy Jefferson wymienia wiele nazwisk. Jednocześnie Jefferson i Al nie wiedzą, kto był wiceprezydentem za czasów Einsenhowera, co Al kwituje, że brak odpowiedzi jest godna prawdziwego Amerykanina. Wiceprezydentem był wówczas Richard Nixon, zaś brak wiedzy Ala i Jeffersona stanowi aluzję do próby wyparcia kontrowersyjnego polityka.
Producent wykonawczy Tony Danza zaproponował do tej roli Randy’ego Quaida. Po odrzuceniu propozycji przez Quaida Danza zaproponował powierzenie roli Edowi O’Neillowi, który zdaniem producenta dobrze sprawdzał się w rolach dramatycznych. Kandydatura O’Neilla początkowo nie przypadła do gustu pozostałym twórcom serialu. Podczas castingu O’Neill przekonał do siebie całą ekipę serialu. O’Neill w jednym z wywiadów przyznał, że odgrywając rolę Ala wzorował się na jednym z jego wujków i prymitywnym koledze z liceum.
Rola Ala Bundy’ego zapewniła O’Neillowi dużą popularność, jednak przyczyniła się do zaszufladkowania aktora. Po tym jak O’Neill wystąpił w filmie wojennym  Flight of the Intruder (pol. Lot Intrudera), wytwórnia Paramount Pictures zdecydowała się przesunąć premierę filmu, ponieważ podczas pokazów zwiastuna widzowie śmiali się z fragmentów, w których występuje O’Neill. Ostatecznie producenci zdecydowali się na zmianę aktora i ponowne nakręcenie scen.
W 2008 roku Ed O’Neill wystąpił w spocie wyborczym Baracka Obamy, gdzie wcielił się postać wzorowaną na Alu Bundym – niewiele zarabiającego sprzedawcę butów, mającego żonę i dzieci. Postać szuka informacji na temat obniżek podatków. Porównując programy wyborcze kandydatów na urząd prezydenta Stanów Zjednoczonych uznaje, że Obama będzie w stanie obniżyć podatki, podczas gdy jego kontrkandydat John McCain utrzyma je na dotychczasowym poziomie.